# Зарянов, Николай Николаевич
Николай Николаевич Зарянов (1920—1985) — подполковник Советской Армии, участник Великой Отечественной войны, Герой Советского Союза (1944).

## Биография
Родился 12 сентября 1920 года в Славгороде (ныне — Алтайский край). С раннего возраста проживал в городе Опочка Псковской области, где окончил десять классов школы.
В 1938 году был призван на службу в Рабоче-крестьянскую Красную Армию. Окончил Ленинградское пехотное училище. Участвовал в советско-финской войне. С начала Великой Отечественной войны — на её фронтах. Принимал участие в боях на Западном, Донском, Воронежском и Степном фронтах, 8 раз был ранен.
В сентябре 1942 года возглавлял разведгруппу, проникшую в тыл немецких войск на несколько километров и действовавшую в течение нескольких суток (во время наблюдения за передвижением немецких войск по прифронтовым дорогам выявил перемещение автоколонны ранее находившейся в районе Смоленска немецкой дивизии в район Ржева, а позднее — лично провёл разведку немецких позиций в селении Соколово, в ходе которой установил точное местонахождение складов, огневых позиций артиллерии и миномётов противника).
К осени 1943 года гвардии капитан Николай Зарянов командовал батальоном 230-го гвардейского стрелкового полка 80-й гвардейской стрелковой дивизии 4-й гвардейской армии Степного фронта. Отличился во время битвы за Днепр.
5 октября 1943 года батальон под командованием Николая Зарянова переправился через Днепр в районе города Новогеоргиевск и захватил плацдарм на его западном берегу. Батальону удалось отразить четыре немецких контратаки и расширить плацдарм, уничтожив несколько десятков солдат и офицеров противника.
Указом Президиума Верховного Совета СССР «О присвоении звания Героя Советского Союза офицерскому, сержантскому и рядовому составу Красной Армии» от 22 февраля 1944 года за «образцовое выполнение боевых заданий командования при форсировании реки Днепр, развитие боевых успехов на правом берегу реки и проявленные при этом отвагу и геройство» был удостоен высокого звания Героя Советского Союза с вручением ордена Ленина и медали «Золотая Звезда».
После окончания войны продолжил службу в Советской Армии. Окончил Военную академию имени Фрунзе. В 1966 году был уволен в запас в звании подполковника.
Проживал в Москве, преподавал на военной кафедре Московского инженерно-строительного института, участвовал в общественной деятельности и военно-патриотическом воспитании школьников.
Умер 8 мая 1985 года, похоронен на Долгопрудненском кладбище Москвы.

## Награды
- медаль «Золотая Звезда»[2] № 3383[1][3]
- орден Ленина (1944)[1]
- орден Красного Знамени[2]
- орден Отечественной войны 1-й степени
- медали[1]
  - медаль «За победу над Германией в Великой Отечественной войне 1941-1945 гг.»

## Память
20 октября 2015 года в честь Николая Зарянова была названа улица в районе Восточное Дегунино Северного административного округа Москвы.